# Thursday October Christian II
Thursday October Christian II (Adamstown, 1820 – 27 maggio 1911) è stato un politico britannico, originario delle Isole Pitcairn.
Era figlio di Thursday October Christian e nipote di Fletcher Christian, leader degli ammutinati del Bounty.
È stato Magistrato di Pitcairn (la massima carica politica elettiva sull'isola dal 1838 al 1893 e poi dal 1904 al 1909) per diverse volte: 1844, 1851, 1864, 1867, 1873-74, 1876-77, 1880 e 1882. Fu dunque il primo capo della comunità dopo che essa rinacque nel 1864: nel 1856, infatti, i circa 200 abitanti dell'isola furono trasferiti a Norfolk, ma alcuni anni dopo alcuni nuclei familiari (un primo nucleo nel 1859, altri - tra cui i Christian - 5 anni dopo) decisero di tornare.
Ebbe 17 figli, e tutti i Christian che risiedono sull'isola oggi sono suoi discendenti.